# Anton Friedrich
Anton Friedrich (15. června 1820 Krásná Lípa – 9. ledna 1891 Krásná Lípa ) byl rakouský a český podnikatel a politik německé národnosti, v 2. polovině 19. století poslanec Českého zemského sněmu a Říšské rady.

## Biografie
Profesí byl podnikatelem v průmyslu. Vyučil se v Praze a na praxi působil v přádelnách nití v Krásné Lípě. Od roku 1842 v tomto oboru sám začal podnikat. Firma měla tehdy jen pět zaměstnanců. Díky své píli a agilitě se mu podařilo obstát v konkurenci pokročilejšího nitařského průmyslu ve Slezsku. Růst jeho podniku zároveň inspiroval další podnikatele v regionu. Roku 1864 zavedl do své továrny na lněné nitě v Krásné Lípě parní pohon, coby v prvním průmyslovém podniku v tomto městě.
Jako továrník působil od roku 1866 také v Liberci. Byl členem obchodní komory v Liberci. Angažoval se i veřejně. Od roku 1862 byl členem organizace Verein für Geschichte der Deutschen in Böhmen (Spolek pro dějiny Němců v Čechách). Uvádí se jako německý liberál (takzvaná Ústavní strana, později Německá pokroková strana).
Již v 60. letech 19. století se zapojil i do zemské politiky. V doplňovacích volbách roku 1865 byl vyslán na Český zemský sněm za kurii obchodních a živnostenských komor (obvod Liberec). Mandát zde znovu získal ve volbách v březnu 1867, volbách v roce 1870 a volbách roku 1872. Ve volbách roku 1878 se poslancem sněmu nestal, ale usedl sem dodatečně v doplňovacích volbách roku 1881 místo poslance Josefa Heinricha. Nyní zastupoval kurii venkovských obcí (obvod Rumburk, Varnsdorf). Poslanecké křeslo zde obhájil i v řádných volbách roku 1883 a volbách roku 1889. Ve sněmu zasedal do své smrti roku 1891.
Zasedal také v Říšské radě (celostátní zákonodárný sbor), kam byl zvolen ve volbách do Říšské rady roku 1873. Zastupoval kurii obchodních a živnostenských komor, obvod Liberec.
Po účasti na Světové výstavě ve Vídni roku 1873 mu byl udělen Řád Františka Josefa. Zemřel v lednu 1891.
Jeho švagrem, podle jiného zdroje zetěm, byl politik a podnikatel Wenzel Seifert (1832–1909), který Antona Friedricha nahradil roku 1891 na Českém zemském sněmu.